# Хапкидо (фильм)
«Хапкидо́» (кит. трад. 合氣道, упр. 合气道, палл. Хэ ци дао, англ. Hap Ki Do) — драматический боевик с боевыми искусствами 1972 года, снятый режиссёром Хуан Фэном по сценарию Хэ Жэня. Главные роли исполнили Мао Ин, Картер Хуан и Бай Ин.

## Сюжет
Во время оккупации Южной Кореи в 1934 году разгорается соперничество между школами боевых искусств. Три ученика школы Хапкидо Гао Юйин, Гао Сян и Фань Вэй вынуждены возвратиться в Китай по просьбе их учителя и распространять там искусство хапкидо. По прибытии они открывают собственную школу и идут посещать другие школы, чтобы установить дружественные отношения, но обнаруживают, что все школы в районе находятся под контролем японцев. Японцы не хотят, чтобы появлялась самостоятельная школа боевых искусств, поэтому попытки установить с ними мирные отношения ни к чему не приводят. Ученики хапкидо вынуждены противостоять японской школе дзюдо, чтобы сохранить свою школу и спасти других.

## В ролях
| Актёр        | Роль                                              |
| ------------ | ------------------------------------------------- |
| Мао Ин       | Гао Юйин                                          |
| Картер Хуан  | Гао Сян                                           |
| Бай Ин       | Чоу Батянь, главный тренер школы «Чёрный Медведь» |
| Чи Хан Джэ   | Ши Гунчжань, учитель хапкидо                      |
| Нэнси Сюэ    | Сяо Сю                                            |
| Вэй Пинао    | Чжан Буцзэ, секретарь «Чёрного Медведя»           |
| Хван Ин Сик  | старший ученик «Чёрного Медведя»                  |
| Хун Цзиньбао | Фань Вэй                                          |
| Яманэ Тэруо  | Тоёта Ягума                                       |
| Сунь Лань    | Сун Чжун, пьяный ученик «Чёрного Медведя»         |
| Цзинь Ди     | Тигрёнок                                          |
| Лян Сяолун   | Ху Цзя, пьяный ученик «Чёрного Медведя»           |
| Ян Ви        | ученик «Чёрного Медведя»                          |
| Ли Цзядин    | второй тренер «Чёрного Медведя»                   |

Также Джеки Чан и Юань Бяо исполнили роли учеников школы «Чёрный Медведь».